# Reconstruction Site
Reconstruction Site är The Weakerthans tredje studioalbum, utgivet 2003 på Epitaph Records och Burning Heart Records.

## Låtlista
All musik är skriven av The Weakerthans och alla texter av John K. Samson.
1. "(Manifest)" – 1:45
2. "The Reasons" – 2:50
3. "Reconstruction Site" – 2:45
4. "Psalm for the Elks Lodge Last Call" – 2:45
5. "Plea from a Cat Named Virtute" – 3:49
6. "Our Retired Explorer (Dines with Michel Foucault in Paris, 1961)" – 2:23
7. "Time's Arrow" – 2:53
8. "(Hospital Vespers)" – 1:41
9. "Uncorrected Proofs" – 2:42
10. "A New Name for Everything" – 4:04
11. "One Great City!" – 2:55
12. "Benediction" – 3:28
13. "The Prescience of Dawn" – 4:37
14. "(Past-Due)" – 2:10

### Fotnoter
1. ↑  ”Reconstruction Site”. Discogs.com. http://www.discogs.com/Weakerthans-Reconstruction-Site/master/204263. Läst 27 april 2012.